# 오누르 윈뤼
오누르 윈뤼(튀르키예어: Onur Ünlü, 1973년 6월 24일~)는 튀르키예의 영화 감독, 각본가, 배우이다.

## 작품 목록

### 영화
- 렛츠 씬 (2014년)
- 금으로 물든 저녁 (2013년)
- 젤랄 탄과 그 가족의 극단적인 비극 (2011년)
- 베스 세히르 (2010년)
- 러브 비터 (2009년)
- 선 오브 더 선 (2008년)
- 더 차일드 (2008년)
- 폴리스 (2007년)